# Eduardiella
Eduardiella is een kevergeslacht uit de familie van de boktorren (Cerambycidae). De wetenschappelijke naam van het geslacht werd voor het eerst geldig gepubliceerd in 1993 door Holzschuh.

## Soorten
Eduardiella is monotypisch en omvat slechts de volgende soort:
- Eduardiella pretiosa Holzschuh, 1993